# Laurent Cazalon
Laurent Cazalon, né le 1er octobre 1979 à Mulhouse, est un joueur français de basket-ball évoluant principalement au poste d'ailier. Il peut ensuite se décaler sur les postes d'arrière et ailier fort.
Son fils Malcolm est également joueur de basket-ball.

## Carrière
- 1998 - 1999 :  JDA Dijon (Pro A)
- 1999 - 2000 :  Hermine de Nantes Atlantique (Pro B)
- 2000 - 2004 :  Chorale Roanne Basket (Pro B puis Pro A)
- 2004 - 2005 :  AS Golbey-Épinal (Pro B)
- 2005 - 2006 :  JA Vichy (Pro B)
- 2006 - 2008 :  Chorale Roanne Basket (Pro A)
- 2008 - 2009 :  ESSM Le Portel (Pro B)

### Équipe de France
- 6 sélections (13 pts) avec l'équipe de France en 2008.

## Palmarès
En club
- Champion de France : 2007
- Vainqueur de la Semaine des As : 2007
- Vice-champion de France de Pro A en 2008

Distinctions personnelles
- MVP français de Pro B : 2001
- Vainqueur du concours de dunks du All-Star Game LNB : 1998, 2000